# Piotrowice (powiat leszczyński)
Piotrowice – wieś w Polsce położona w województwie wielkopolskim, w powiecie leszczyńskim, w gminie Święciechowa.

## Historia
Miejscowość pierwotnie związana była z Wielkopolską. Ma metrykę średniowieczną i istnieje co najmniej od XV wieku. Po raz pierwszy wymieniana w łacińskojęzycznym dokumencie z 1421 jako Petrovicze, 1428 Petirwycz, 1448 Pyothrowycze, 1517 Petrowicze.
Miejscowość była własnością prywatną należącą do lokalnej szlachty wielkopolskiej: Gołanieckich herbu Kotwicz, magnackiego rodu Leszczyńskich, Trzebińskich, a także Piotrowskich oraz Przybyszewskich. W 1448 wieś leżała w powiecie wschowskim, a w 1473 powiecie kościańskim Korony Królestwa Polskiego. W 1448 Henryk z Gołanic nadał na wieczność swym wnukom Stanisławowi, Andrzychowi i Barbarze oraz ewentualnym dalszym potomkom wsie Olbrachcice z folwarkiem oraz folwark w Piotrowicach.
W 1510 Nanker Griszel z Piotrowic sprzedał należącą do niego część wsi Jerzemu Przybyszewskiemu za 60 złotych węgierskich. W drugiej połowie XVI wieku właścicielami wsi byli Piotrkowscy zwani też Kromno. W 1571 Jan Piotrowski kupił część Piotrowic od swego brata Wojciecha Piotrowskiego za 2000 złotych polskich. W 1588 właścicielami we wsi był Jan Piotrowski z żoną Jadwigą.
Miejscowość odnotowują historyczne regesty podatkowe dzięki czemu można odtworzyć panujące w niej stosunki własnościowe i społeczne. W 1510 było w niej dwóch dziedziców, folwark, 3 łany i 3 pręty osiadłe, 5 łanów opustoszałych oraz 7 zagrodników. W 1531 płatnikiem poboru podatkowego był Zbachowski, który zapłacił od 11,5 prętów, a płatnik poboru Kromno zapłacił od 2 łanów. W 1535 pobór odbył się od 2,5 łana oraz od 5,5 prętów. W 1563 pobór od 3,5 łana. W 1564 pani Piotrowska zapłaciła wiardunek dziesiętny z jednego łana i 9,5 prętów. Ponadto we wsi odnotowano także 2 łany i 4 pręty roli. W 1566 pobór podatkowy zapłacili wdowa Piotrowska oraz Wojciech Piotrowski od 3,5 łana, 8 zagrodników i dwóch komorników. W 1579 zapłacono we wsi pobór od 3,5 łana, 8 zagrodników, 3 pługów, 5 komorników i 2 owczarzy, którzy mieli 50 owiec. ZGołanieccy zapłacili także z innych części wsi od 2 zagrodników i jednego komornika.
W wyniku II rozbioru Rzeczypospolitej w 1793, miejscowość przeszła w posiadanie Prus i jak cała Wielkopolska znalazła się w zaborze pruskim.
W latach 1975–1998 miejscowość należała administracyjnie do województwa leszczyńskiego.